# خوموتوف
خوموتوف (بالتشيكية: Chomutov)‏ هي بلدة في إقليم أوستي ناد لابم في جمهورية التشيك، وهي مركز مقاطعة خوموتوف.
يبلغ عدد سكان هذه البلدة 49,187 حسب إحصاء في سنة 2013.

## توأمة
لخوموتوف اتفاقيات توأمة مع:
- برنبورغ

## أعلام
- إريك هيلر
- فرانتيسيك جوزيف جيرستنر
- إرنست فيشر

## اقرأ أيضاً
- مقاطعة خوموتوف